# Rubus repens
Rubus repens là loài thực vật có hoa trong họ Hoa hồng. Loài này được (L.) Kuntze miêu tả khoa học đầu tiên năm 1891.